# Oecobius fuerterotensis
Espèce
Oecobius fuerterotensis est une espèce d'araignées aranéomorphes de la famille des Oecobiidae.

## Distribution
Cette espèce est endémique des îles Canaries en Espagne. Elle se rencontre à Fuerteventura, à Alegranza et à Lanzarote.

## Description
Les mâles mesurent de 1,7 à 2,3 mm.

## Étymologie
Son nom d'espèce, composé de fuerterot[e] et du suffixe latin -ensis, « qui vit dans, qui habite », lui a été donné en référence au lieu de sa découverte, Fuerterote.

## Publication originale
- Wunderlich, 1992 : Die Spinnen-Fauna der Makaronesischen Inseln: Taxonomie, Ökologie, Biogeographie und Evolution. Beiträge zur Araneologie, vol. 1, p. 1-619.